# Ваљево
Ваљево је градско насеље и седиште истоимене територијалне јединице у Србији. Административни је центар Колубарског управног округа. Налази се у Шумадији и западној Србији, на непуних 100 km југозападно од Београда. Према попису из 2022. било је 56.059 становника, док шира област града Ваљева броји 82.169 људи. Градско језгро смештено је у котлини кроз коју протиче река Колубара. Ваљево спада међу већа и развијенија насеља у Србији.
Током историје српског народа Ваљевци су често имали истакнуту улогу у покретима за национално ослобођење, али, поред војсковођа и народних вођа, знатан је и број значајних књижевника, уметника и научника пореклом из Ваљева. Истовремено, овај град се сврстава и међу најстарија градска насеља Србије. Име Ваљево се по први пут среће у једном документу сачуваном у Хисторијском архиву у Дубровнику, а датираном на 1393. годину. Од тада насеље има шест стотина година потврђеног континуираног постојања.
Током векова је град доживљавао успоне и падове у његовом историјском развоју. У прошлим временима, пролазећи кроз ове крајеве различити путописци су Ваљево називали, градом, варошју, касабом, па и селом. Наравно, реч је о стању које су они у тренутку свог проласка кроз ваљевску котлину затицали на терену, као и одредницама заснованим на искуству стеченом у културама из којих су поникли, али, у многим случајевима, може бити и реч о терминологији која се током времена мењала, означавајући у одређеном периоду један, а касније други појам.

## Географија
Ваљево има повољан географски положај који се огледа у близини више важних саобраћајница, као што су Ибарска магистрала, магистрални пут који води ка Јадранском мору, Босни и Херцеговини, Мачви и Војводини, као и пруга Београд-Бар и пруга Ваљево—Лозница у изградњи. Такође, Ваљево се налази на само 100 km од Београда, главног града Србије, а уз град се налази и Аеродром Ваљево са потенцијалом да у будућности услужи цео Колубарски округ.
У Ваљеву се Јабланица и Обница спајају у реку Колубару. У Колубару се, на територији Ваљева, такође уливају реке Љубостиња и Градац.
У Петници, на 5 km од Ваљева, налазе се отворени базени и терени за мале спортове, као и вештачко језеро на реци Поцибрави — стециште купача и риболоваца.

### Клима
Ваљевски крај има релативно стабилну, умерено-континенталну климу, са извесним специфичностима, које се манифестују као елементи субхумидне и микротермалне климе.
Средња годишња температура ваздуха у Ваљеву је 11 °C. Најхладнији месец је јануар, са средњом температуром ваздуха од -0,2 °C, а најтоплији, јул са просечном температуром од 21,4 °C. Највиша икад забележена температура је била 42,5 °C а најнижа -29,6 °C.
Ваздушни притисак у Ваљеву показује знатну променљивост, са највећом средњом вредношћу у октобру и јануару, 998,3 милибара и 998,0 милибара, а најмањом у априлу 993,3 милибара. Екстремне средње месечне вредности ваздушног притиска су 1010,3 милибара у јануару и 985,5 милибара у децембру.
Релативна влажност ваздуха у подручју Ваљева, са средњом годишњом вредношћу од 74,6% указује на умерену влажност ваздуха.
У просеку, Ваљево има укупно 198,9 сунчаних часова годишње, односно 44,8% потенцијалног осунчавања, са најсунчанијим месецом, јулом (281,8 часова) и најоблачнијим, децембром (68,6 часова).
Падавине у Ваљевском крају имају обележје средњоевропског, подунавског режима годишње расподеле. Средња годишња висина падавина у Ваљеву износи 785,7 mm; најкишовитији месец је јун, са 100,1 mm, а најсувљи фебруар, са 45,9 mm.
Снега у Ваљевском крају просечно има 30,9 дана. У великом делу колубарског и тамнавског слива је средња годишња учестаност дана са снежним покривачем до 40 дана. Просечан први дан са снежним покривачем у Ваљеву је 1. децембар. Просечан последњи дан са снежним покривачем у Ваљеву је 16. март, а на највишим теренима после 1. маја.
| Месец                               | Јан  | Феб  | Март | Апр  | Мај  | Јун   | Јул  | Авг  | Сеп  | Окт  | Нов  | Дец  | Годишње |
| ----------------------------------- | ---- | ---- | ---- | ---- | ---- | ----- | ---- | ---- | ---- | ---- | ---- | ---- | ------- |
| Средње максималне температуре (°C)  | 4,2  | 7,0  | 12,2 | 17,3 | 22,0 | 24,9  | 26,9 | 27,0 | 23,7 | 18,3 | 11,6 | 5,7  | 16,7    |
| Средње температуре (°C)             | -0,4 | 2,0  | 6,3  | 11,1 | 16,0 | 19,1  | 20,8 | 20,2 | 16,5 | 11,2 | 6,1  | 1,5  | 10,9    |
| Средње минималне температуре (°C)   | -4,4 | -2,0 | 1,0  | 5,4  | 9,9  | 13,1  | 14,6 | 14,0 | 10,5 | 5,7  | 1,7  | -2,3 | 5,6     |
| Средња месечна количина падавина () | 50,4 | 46,2 | 54,2 | 63,5 | 88,1 | 108,3 | 76,7 | 67,9 | 59,6 | 48,3 | 59,6 | 59,4 | 782,2   |

## Етимологија имена
Током свих ових времена у ваљевској су котлини постојала насеља, али пошто су обављана само сондажна археолошка истраживања, и то на врло малим површинама, тешко је нешто конкретније рећи о њиховом карактеру и простору који су заузимала у односу на данашње градско језгро као и о континуитету постојања и о евентуалним старим именима. Најстарији до сада познати спомен Ваљева под тим именом је, на основу једног документа из Дубровачког архива, из 1393. године. О пореклу тог имена још нема поузданих историјских података. Постоји више народних легенди које имају различите приче о настанку имена Ваљево. По једној Ваљево је добило име по „ваљарицама” којих је било дуж обала Колубаре. Друга опет име Ваљево везује за добру, „ваљану”, земљу у ваљевској котлини. По трећој легенди Ваљево је своје име добило по групи уморних избеглица, који су се, бежећи пред Турцима скотрљали, „сваљали”, с околних планина у котлину.
Поред народне традиције, и филологија је дала више хипотеза о постанку овог имена. По једној, реч Ваљево је настала од старе латинске ријечи „валис” (лат. vallis) што значи долина. По другој, од речи „вал”, због реке која је при бујицама плавила котлину. Постоји и хипотеза по којој Ваљево потиче од исквареног облика имена ране средњовековне тврђаве, чије су постојање, негде на Балкану, под именом „Балба”, забележили византијски историјски извори.
Од свих тумачења научно је најутемељеније оно према којему реч Ваљево представља присвојни придев старог словенског имена „Ваљ”. Тиме би Ваљево означавало посед, односно власништво извесног Ваља. Ова хипотеза има и своје потврде у једној од народних легенди која спомиње постојање неког Ваља, који је био власник прве кафане подигнуте на подручју данашњег града, као и у постојању презимена Ваљевић.

## Историја
На простору данашњег Ваљева су постојала насеља још у млађем каменом добу на шта указују трагови пронађени у Петничкој пећини. Године 1398, када се име Ваљево први пут помиње у познатој архивској грађи, ово је насеље већ било активно трговачко средиште средњовековне Србије у које су долазили трговци из Дубровника. Процват Ваљева, као и процват аутономне Србије, заустављен је 1459. године када је средњовековна српска држава пала под власт Османског царства. До средине 16. века у Ваљеву је већина становништва била хришћанске вере, док су у другој половини 16. века велика већина били муслимани. После избијања Првог српског устанка, Ваљево је било међу првим градовима који су ослобођени. Тада, после скоро три и по века, оно поново постаје српски град у аутономној српској држави, али сталне борбе за очување независности и слабо развијена трговачко занатска пракса међу српским становништвом онемогућили су бржи развој овога града. После пропасти устанка Ваљевом су опет завладали Турци, али убрзо, по избијању Другог српског устанка, Срби враћају Ваљево у свој посед. Тада је број муслимана у граду почео значајно да опада, тако је забележено да је 1826. године у самом Ваљеву било око 150 хришћанских и само 30 муслиманских кућа. Године 1855, израђен је план развоја модерног Ваљева у коме се улице секу под правим углом. Он је рађен са перспективама дугорочног развоја града и зато оне улице које су тада предвиђене и данас постоје представљајући најуже градско језгро данашњег Ваљева. У 20. веку град се убрзано развија. Тада Ваљево постаје важан индустријски, али и културни центар. Током Првог светског рата у непосредној околини Ваљева је вођена Колубарска битка, а сам град се претворио у једну велику болницу у којој су лежали рањеници као и оболели од велике епидемије тифуса. Огромна разарања град је доживео и у Другом светском рату. Ваљево је ослободила НОВЈ 18. септембра 1944.
Године 1999, град је у више наврата бомбардовала НАТО авијација током бомбардовања СРЈ.

## Туризам
Релативно повољан географски положај на важним магистралним путним правцима и близина потенцијалних емитивних тржишта, богатство културног наслеђа на релативно малом простору, уклопљеност културног богатства у туристички атрактивна природна подручја (клисура Градца, Јабланице, ваљевске планине), већи број манастира и мошти два свеца, велики број знаменитих личности пониклих са овог подручја, догађаји везани за националну историју омогућили су да се Ваљево издвоји као аутентична туристичка дестинација. Као посебне целине, поред града, издвајају се:
- Дивчибаре, планинско-туристичко место
- Бранковина, културно-историјски комплекс
- Петница, спортско-рекреативни центар
- Манастири

Географски положај, природни фактори, културно-историјско наслеђе, јасно говоре да ово подручје може да развија следећа туристичка кретања: екскурзиони туризам (ђаци, студенти, пензионери...), верски (Лелић, Ћелије, Пустиња, Јовања, Грачаница, Докмир, Боговађа...), образовни (едукативне радионице), спортски (планинарење, бициклизам, слободно пењање...), манифестациони (ЈУ џез фест, Опен мајнд фест, Тешњарске вечери, Дани малине, Дани гљива, Лековитим стазама ваљевских планина...) и сеоски туризам.
Овде се налази Железничка станица Ваљево.

## Културноисторијске знаменитости
- Тешњар — чаршија из турског времена — налази се на десној страни Колубаре која протиче самим центром града. Тешњар датира из 17. века, међутим, изглед који данас има, је изглед какав је имала у 19. веку[2].
- Кула Ненадовића која датира из 1813. године, налази се на брежуљку изнад града. У време кад је саграђена, служила је као барутана, а Милош Обреновић ју је обновио 1836. године.
- Споменик Стеви Филиповићу, народном хероју Другог светског рата на Видраку, брду изнад града.

## Становништво
| 1528.   | 1536.   | 1560.     | 1660.     | 1718.       | 1735.         | 1741.   | 1784.     | 1808.     | 1818.     | 1834. | 1839. | 1844.     | 1862. | 1900. |
| ------- | ------- | --------- | --------- | ----------- | ------------- | ------- | --------- | --------- | --------- | ----- | ----- | --------- | ----- | ----- |
| око 600 | око 650 | око 2.060 | око 5.200 | најмање 120 | најмање 1.020 | око 550 | око 2.300 | око 1.000 | око 1.100 | 893   | 873   | око 1.720 | 2.150 | 7.747 |

У насељу Ваљево живи 49184 пунолетна становника, а просечна старост становништва износи 38,7 година (37,8 код мушкараца и 39,6 код жена). У насељу има 21387 домаћинстава, а просечан број чланова по домаћинству је 2,85.
Ово насеље је великим делом насељено Србима (према попису из 2002. године), а у последња три пописа, примећен је пораст у броју становника.
|             | \| Демографија[7] \| Демографија[7] \| Демографија[7] \| \| Година \| Становника \| Становника \| \| -------------- \| -------------- \| -------------- \| \| 1948. \| 15.830 \| \| \| 1953. \| 21.165 \| \| \| 1961. \| 28.461 \| \| \| 1971. \| 39.786 \| \| \| 1981. \| 50.114 \| \| \| 1991. \| 59.016 \| 57.885 \| \| 2002. \| 61.035 \| 62.544 \| \| 2011. \| 59.073 \| \| \| 2022. \| 56.059 \| \| |            |
| Демографија | |            |
| Година      | Становника | Становника |
| 1948.       | 15.830 |            |
| 1953.       | 21.165 |            |
| 1961.       | 28.461 |            |
| 1971.       | 39.786 |            |
| 1981.       | 50.114 |            |
| 1991.       | 59.016 | 57.885     |
| 2002.       | 61.035 | 62.544     |
| 2011.       | 59.073 |            |
| 2022.       | 56.059 |            |

| Етнички састав према попису из 2011.‍ | Етнички састав према попису из 2011.‍ | Етнички састав према попису из 2011.‍ | Етнички састав према попису из 2011.‍ | Етнички састав према попису из 2011.‍ |
| ------------------------------------ | ------------------------------------ | ------------------------------------ | ------------------------------------ | ------------------------------------ |
|                                      |                                      |                                      |                                      |                                      |
| Срби                                 | Срби                                 |                                      | 56.766                               | 96,09%                               |
| Роми                                 | Роми                                 |                                      | 513                                  | 0,87%                                |
| Црногорци                            | Црногорци                            |                                      | 109                                  | 0,18%                                |
| Југословени                          | Југословени                          |                                      | 87                                   | 0,15%                                |
| Македонци                            | Македонци                            |                                      | 64                                   | 0,11%                                |
| Хрвати                               | Хрвати                               |                                      | 57                                   | 0,09%                                |
| Муслимани                            | Муслимани                            |                                      | 19                                   | 0,03%                                |
| Руси                                 | Руси                                 |                                      | 17                                   | 0,03%                                |
| Словенци                             | Словенци                             |                                      | 17                                   | 0,03%                                |
| Горанци                              | Горанци                              |                                      | 15                                   | 0,02%                                |
| Мађари                               | Мађари                               |                                      | 13                                   | 0,02%                                |
| Немци                                | Немци                                |                                      | 9                                    | 0,01%                                |
| Бошњаци                              | Бошњаци                              |                                      | 7                                    | 0,01%                                |
| Украјинци                            | Украјинци                            |                                      | 5                                    | 0,01%                                |
| Албанци                              | Албанци                              |                                      | 3                                    | 0,00%                                |
| Буњевци                              | Буњевци                              |                                      | 3                                    | 0,00%                                |
| Румуни                               | Румуни                               |                                      | 2                                    | 0,00%                                |
| Русини                               | Русини                               |                                      | 2                                    | 0,00%                                |
| Словаци                              | Словаци                              |                                      | 2                                    | 0,00%                                |
| Бугари                               | Бугари                               |                                      | 1                                    | 0,00%                                |
| остали                               | остали                               |                                      | 78                                   | 0,13%                                |
| Регионална припадност                | Регионална припадност                |                                      | 11                                   | 0,02%                                |
| неизјашњени                          | неизјашњени                          |                                      | 446                                  | 0,75%                                |
| непознато                            | непознато                            |                                      | 827                                  | 1,34%                                |
| укупно: 59.073                       |                                      |                                      |                                      |                                      |

| \| \| м \| \| \| ж \| \| ? \| 235 \| \| \| 244 \| \| 80+ \| 251 \| \| \| 400 \| \| 75—79 \| 540 \| \| \| 922 \| \| 70—74 \| 1.124 \| \| \| 1.449 \| \| 65—69 \| 1.545 \| \| \| 1.754 \| \| 60—64 \| 1.395 \| \| \| 1.661 \| \| 55—59 \| 1.520 \| \| \| 1.512 \| \| 50—54 \| 2.300 \| \| \| 2.449 \| \| 45—49 \| 2.760 \| \| \| 2.988 \| \| 40—44 \| 2.291 \| \| \| 2.740 \| \| 35—39 \| 2.094 \| \| \| 2.355 \| \| 30—34 \| 1.802 \| \| \| 2.116 \| \| 25—29 \| 2.186 \| \| \| 2.275 \| \| 20—24 \| 2.152 \| \| \| 2.313 \| \| 15—19 \| 2.183 \| \| \| 2.098 \| \| 10—14 \| 1.916 \| \| \| 1.770 \| \| 5—9 \| 1.601 \| \| \| 1.488 \| \| 0—4 \| 1.327 \| \| \| 1.279 \| \| Просек : \| 37,8 \| \| \| 39,6 \| |       |  |  |       |
| |       |  |  |       |
| | м     |  |  | ж     |
| ? | 235   |  |  | 244   |
| 80+ | 251   |  |  | 400   |
| 75—79 | 540   |  |  | 922   |
| 70—74 | 1.124 |  |  | 1.449 |
| 65—69 | 1.545 |  |  | 1.754 |
| 60—64 | 1.395 |  |  | 1.661 |
| 55—59 | 1.520 |  |  | 1.512 |
| 50—54 | 2.300 |  |  | 2.449 |
| 45—49 | 2.760 |  |  | 2.988 |
| 40—44 | 2.291 |  |  | 2.740 |
| 35—39 | 2.094 |  |  | 2.355 |
| 30—34 | 1.802 |  |  | 2.116 |
| 25—29 | 2.186 |  |  | 2.275 |
| 20—24 | 2.152 |  |  | 2.313 |
| 15—19 | 2.183 |  |  | 2.098 |
| 10—14 | 1.916 |  |  | 1.770 |
| 5—9 | 1.601 |  |  | 1.488 |
| 0—4 | 1.327 |  |  | 1.279 |
| Просек : | 37,8  |  |  | 39,6  |

| Година пописа     | 1948. | 1953. | 1961. | 1971.  | 1981.  | 1991.  | 2002.  |
| ----------------- | ----- | ----- | ----- | ------ | ------ | ------ | ------ |
| Број домаћинстава | 5.612 | 6.834 | 9.544 | 13.057 | 16.838 | 19.493 | 21.387 |

| Број чланова      | 1     | 2     | 3     | 4     | 5     | 6   | 7  | 8  | 9  | 10 и више | Просек |
| ----------------- | ----- | ----- | ----- | ----- | ----- | --- | -- | -- | -- | --------- | ------ |
| Број домаћинстава | 4.001 | 5.146 | 5.024 | 5.308 | 1.269 | 512 | 88 | 22 | 13 | 4         | 2,85   |

| Пол    | Укупно | Неожењен/Неудата | Ожењен/Удата | Удовац/Удовица | Разведен/Разведена | Непознато |
| ------ | ------ | ---------------- | ------------ | -------------- | ------------------ | --------- |
| Мушки  | 24.378 | 6.904            | 15.552       | 868            | 836                | 218       |
| Женски | 27.276 | 5.918            | 15.719       | 3.712          | 1.689              | 238       |
| УКУПНО | 51.654 | 12.822           | 31.271       | 4.580          | 2.525              | 456       |

| Пол    | Укупно                    | Пољопривреда, лов и шумарство | Рибарство                            | Вађење руде и камена | Прерађивачка индустрија       |
| ------ | ------------------------- | ----------------------------- | ------------------------------------ | -------------------- | ----------------------------- |
| Мушки  | 11.334                    | 219                           | 0                                    | 51                   | 3.432                         |
| Женски | 10.164                    | 119                           | 0                                    | 20                   | 2.530                         |
| Укупно | 21.498                    | 338                           | 0                                    | 71                   | 5.962                         |
|        |                           |                               |                                      |                      |                               |
| Пол    | Производња и снабдевање   | Грађевинарство                | Трговина                             | Хотели и ресторани   | Саобраћај, складиштење и везе |
| Мушки  | 368                       | 851                           | 1.485                                | 257                  | 866                           |
| Женски | 127                       | 211                           | 1.777                                | 340                  | 263                           |
| Укупно | 495                       | 1.062                         | 3.262                                | 597                  | 1.129                         |
|        |                           |                               |                                      |                      |                               |
| Пол    | Финансијско посредовање   | Некретнине                    | Државна управа и одбрана             | Образовање           | Здравствени и социјални рад   |
| Мушки  | 91                        | 1.145                         | 759                                  | 439                  | 451                           |
| Женски | 241                       | 914                           | 597                                  | 786                  | 1.513                         |
| Укупно | 332                       | 2.059                         | 1.356                                | 1.225                | 1.964                         |
|        |                           |                               |                                      |                      |                               |
| Пол    | Остале услужне активности | Приватна домаћинства          | Екстериторијалне организације и тела | Непознато            | Непознато                     |
| Мушки  | 302                       | 0                             | 1                                    | 617                  | 617                           |
| Женски | 338                       | 0                             | 0                                    | 388                  | 388                           |
| Укупно | 640                       | 0                             | 1                                    | 1.005                | 1.005                         |

## Образовање
У Ваљеву постоји 7 основних школа, као и 5 средњих (Ваљевска гимназија, Економска, Техничка, Медицинска школа „Др Миша Пантић”, Основна и средња музичка школа "Живорад Грбић" и Пољопривредна школа са домом за ученике). У граду се налази и једна Висока пословна школа, Факултет за менаџмент сада под називом Факултет за пословну економију, Мегатренд универзитета као и Пословни факултетУниверзитета Сингидунум

## Култура
У Ваљеву од културних институција постоје: Музеј, Центар за културу Ваљево, Модерна галерија, Историјски архив, Матична библиотека „Љубомир Ненадовић”. Данас у њему има и 4 ТВ и шест радио-станица, као и две недељне и једне месечне новине. Ваљево је седиште епархија ваљевске Српске православне цркве.

## Познате личности
- Алекса Ненадовић (1749—1804), кнез тамнавско-посавске кнежине
- Илија Бирчанин (1764—1804), кнез Подгорске кнежине Ваљевске нахије
- Јаков Ненадовић (1765—1836), војвода из Првог српског устанка
- Јован Симић Бобовац (1775—1832), кнез Подгорске кнежине Ваљевске нахије
- Петар Николајевић Молер (1775—1816), војвода соколске нахије
- Прота Матија Ненадовић (1777—1854), војвода из Првог српског устанка, председник Правитељствујушчег совјета и дипломата
- Љубомир Ненадовић, (1826—1895) књижевник, дипломата и министар
- Милован Глишић (1847—1908), писац, драматург и преводилац
- Живојин Мишић (1855—1921), војвода
- Николај Велимировић (1881—1956), Свети владика Николај Охридски и Жички
- Драгојло Дудић, (1887—1941), песник и револуционар
- Живан Ђурђевић, (1891—1943), народни херој Југославије
- Михаило Маџаревић (1894—1965), мајор, један од највећих јунака у Првом светском рату
- Војислав Воја Танкосић (1880 − 1915), мајор српске војске, један од оснивача Црне Руке и учесник најважнијих историјских догађаја у Србији
- Десанка Максимовић (1898—1993), српска песникиња, професорка књижевности и чланица Српске академије наука и уметности
- Никанор (Никола) Савић (1902—1990), архимандрит и проигуман манастира Хиландар
- Нада Пурић (1903—1941), народни херој Југославије
- Жикица Јовановић Шпанац, (1914—1942) револуционар
- Борислав Благојевић, (1911—1985) правник, декан Правног факултета и ректор Београдског универзитета
- Милорад Миша Павић, (1921—2005) фудбалски тренер
- Драга Јонаш, (1922—2007) спикер и лектор
- Војислав Воја Брајовић, (1949 −), глумац
- Милорад Мишковић, (1928 − 2013), балетски уметник, кореограф, уметнички директор UNESCO
- Гордана Бабић-Ђорђевић (1932—1993), српски историчар уметности, дописни члан САНУ
- Милоје Орловић (1934—2013), српски телевизијски водитељ, новинар и уредник
- Љубомир Поповић, (1934—2016) сликар
- Матија Бећковић, (1938—) песник и академик, завршио гимназију у Ваљеву, где је имао и прве књижевне почетке
- Драгољуб Велимировић (1942—2014), шаховски велемајстор
- Будимир Костић (1919—2015), мајстор фотографије
- Миодраг Мики Јевремовић (1942—2017) певач забавне музике
- Јован Маљоковић (1943 −), џез музичар, саксофониста, композитор и аранжер
- Славен Радовановић, (1946—) књижевник
- Бранко Ковачевић, (1951—) кошаркаш Металца и Црвене звезде
- Бошко Ђукановић, (1955—) познати кардиохирург
- Миодраг Лома (1957—), историчар књижевности, германиста, универзитетски професор и академик
- Јасмина Аврамовић Ранковић, (1960—) глумица
- Биљана Максић, (1961—) писац и драматург
- Зоран Ђорђевић, (1962 —) редитељ
- Катарина Вићентијевић (1969—), српска је позоришна, телевизијска и филмска глумица
- Нела Михаиловић, (1969—), глумица
- Небојша Миловановић, (1974 −), глумац
- Жељко Јоксимовић (1972—), српски музичар и композитор
- Ненад Јездић (1972—), глумац
- Петар Станојловић (1979—), редитељ
- Дуле Лушин (1984—), музичар
- Милан Нешковић (1985 −), позоришни редитељ
- Јелена Михаиловић (1987 −), челисткиња
- Милош Теодосић (1987—), кошаркаш
- Петар Богдановић (1988—), епископ
- Марко Јовановић (1991−), рвач
- Матија Настасић (1993−), фудбалер
- Милан Марковић(2006−), атлетичар,добитник награде града Ваљева за спорт 2023.године
- Драгиша Грачанин, боксер. По оцени стручњака из 1965. године је био најкомплетнији боксер Ваљева.[16]
- Грачанин Александар, гимнастичар, године 1954. и 1956. је постао првак Србије у гимнастици и проглашен за најбољег спортисту града Ваљева.[17]
- Маринко Станковић (Пауновић), први виолиниста у Ваљевском Крају (19. век)
- Шабан Шабановић Шабан, музичар и певач (19. век)
- Грачанин Чедомир — Оснивач позоришта ваљевских Рома (вероватно најстарија позоришна дружина Рома на свету)
- Предраг и Ненад Грачанин, музичари, међу водећим забављачима Београђана у времену између светских ратова. Свирали су и у оркестру Радио Београда.[18]

### Ваљевски спортисти учесници олимпијских игара
- Првослав Михајловић (1921—1978) — фудбал ЛОИ 1948.
- Марија Радосављевић (1927) — атлетика ЛОИ 1948. и 1952.
- Милорад Чикић (1950) — атлетика, ЛОИ 1972.
- Радован Малевић (1957) — одбојка, ЛОИ 1980.
- Ана Суботић (1983) — атлетика, ЛОИ 2012.
- Тамара Салашки (1988) — атлетика, ЛОИ 2016.
- Милош Теодосић (1987) — кошарка, ЛОИ 2016.

## Галерија
- (Ваљавица) дрвени објекат, са механизмом са погоном на воду за ваљање вунене тканине и израде сукна. по народној легенди Ваљево је добило име по ваљарицама које су у већем броју постојали дуж Колубаре и Градца.
- Поставка Сеча кнезова у музеју „Муселимов конак“. Муселимов конак је најстарија сачувана зграда у Ваљеву, која датира с краја 18. века. У њој су били заточени Алекса Ненадовић и Илија Бирчанин током догађаја који је у историји познат као сеча кнезова (1804). Данас је Муселимов конак Музеј Првог и Другог српског устанка[2].
- Ваљево, око 1935. године. На фотографији се види „Хотел Гранд“ (који и данас постоји види слику у зачељу), који је током Првог светског рата, 1914. и 1915. године, био претворен у привремену болницу, једну од 20 колико их је тада било, поред 2 редовне и 6 резервних болница. У ствари, тада је скоро читаво Ваљево, које је имало 10 хиљада становника, претворено било у болнички комплекс, у коме су се лечили рањеници. Најтеже је било током велике епидемије великог тифуса, почетком 1915.[19]
- Конак кнеза Јована Симића-Бобовца
- Храм Васкрсења Господњег
- Спомен-гробље из Првог светског рата 1914-1918
- Ваљево - Железничка станица
- Споменик проти Матеји Ненадовићу
- Споменик Десанки Максимовић
- Матична библиотека „Љубомир Ненадовић”